# Libby Kosmala

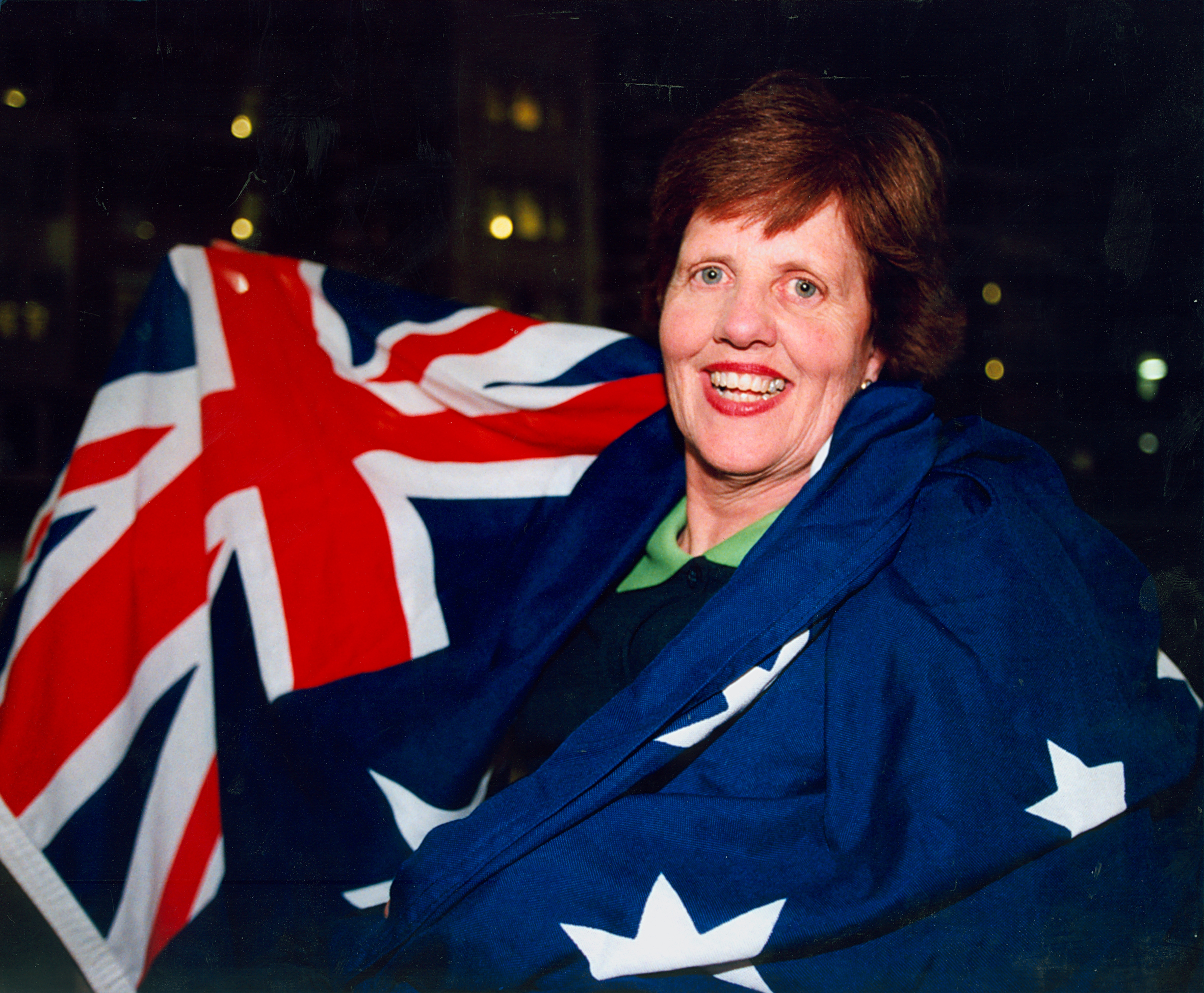
Elizabeth Kosmala bei den Paralympic Games 1996 in Atlanta

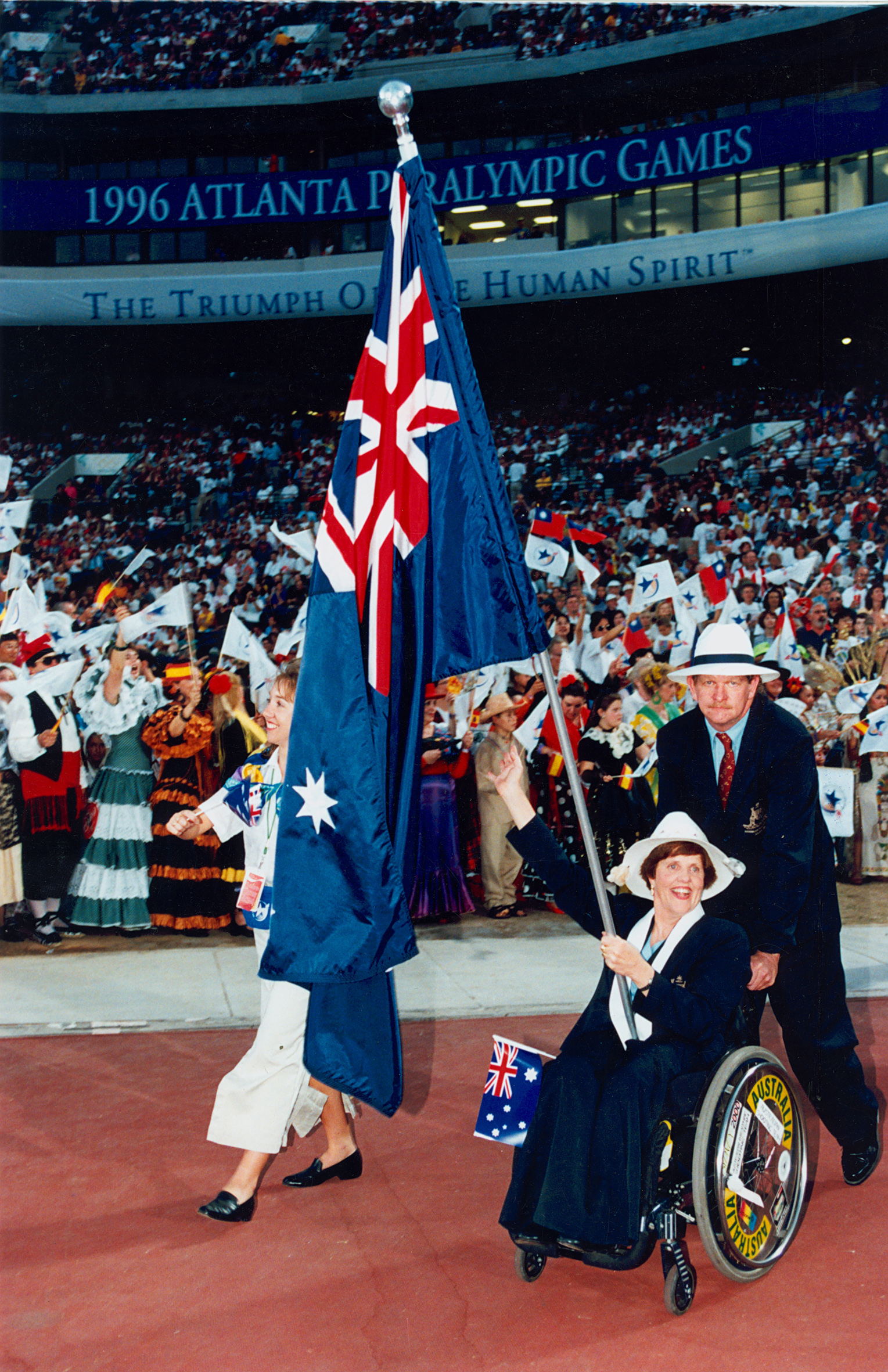
Libby Kosmala trägt die Flagge für Australien bei der Eröffnungsfeier der Paralympischen Spiele 1996 in Atlanta – ihrer siebten als Athletin – unterstützt von dem Rollstuhlbasketball-Mechaniker Graham Gould

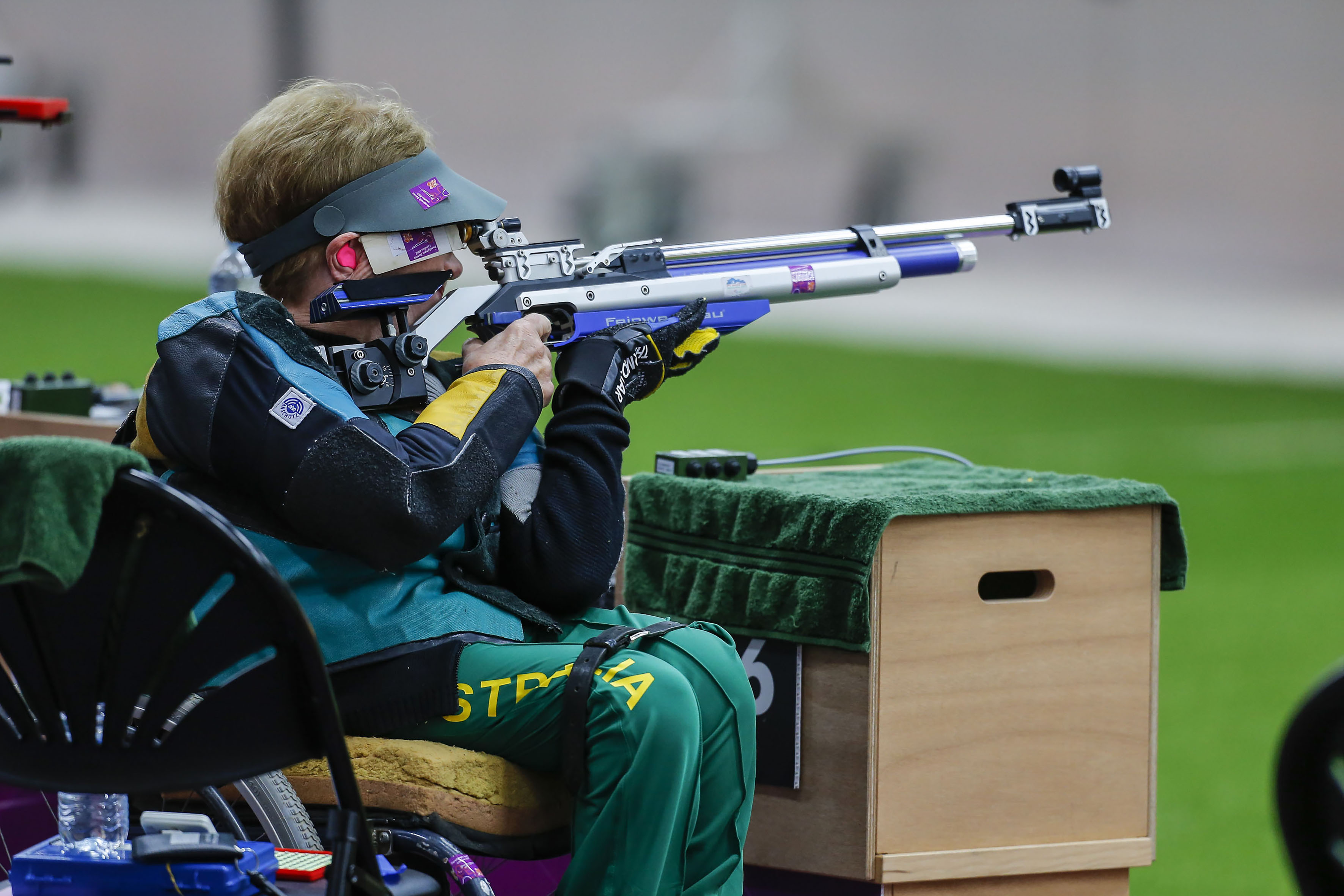
Libby Kosmala bei den Sommer Paralympic Games 2012

 Elizabeth Dudley Kosmala, OAM (* 8. Juli 1942 in Adelaide, Australien), ist eine australische Schwimmerin und Sportschützin. Von 1972 bis 2016 nahm sie an zwölf Paralympischen Spielen teil und gewann dreizehn Medaillen, davon neun Goldmedaillen.

## Leben
Kosmala wurde als Tochter eines Rechtsanwalts geboren. Sie war von Geburt an querschnittgelähmt, was einer Spina bifida zugeschrieben wurde und erst im Alter von 50 Jahren wurde ihre Lähmung auf geburtsbedingte Komplikationen zurückgeführt. Sie lernte im Alter von sieben Jahren zu stehen und besuchte die Loreto Convent School, wo sie keine körperlichen Aktivitäten ausüben durfte.
Sie machte eine Ausbildung zur Sekretärin in der Rehabilitationsabteilung des Royal Adelaide Hospital, wo sie von einem Patienten in den Rollstuhlsport eingeführt wurde. Sie erhielt 1962 ihre erste Anstellung als Sekretärin im Adelaide Botanic Garden, wo sie elf Jahre lang tätig war und dann im Royal Adelaide Hospital arbeitete. 1970 lernte sie durch den Rollstuhlsport ihren Ehemann Stan Kosmala kennen, mit dem sie zwei Kinder bekam.

## Sportliche Karriere
1966 trat sie bei den National Wheelchair Games in Brisbane erstmals landesweit im Florettfechten, Schwimmen, Rollstuhlrennen und Bogenschießen an. Da der Organisator, der das Team für die Sommer-Paralympics 1968 in Tel Aviv ausgewählt hatte, vergessen hatte, sie einzubeziehen, arbeitete sie stattdessen als stellvertretende Sekretärin der australischen Delegation bei ihren ersten Paralympischen Spielen in Tel Aviv. 1970 gewann sie bei ihrem ersten internationalen Event, den Commonwealth Paraplegic Games in Edinburgh, zwei Goldmedaillen im Bogenschießen und Florettfechten, eine Silbermedaille im Fünfkampf und vier Bronzemedaillen im Schwimmen und Rollstuhlrennen.
Bei den Sommer-Paralympics 1972 in Heidelberg gewann sie eine Bronzemedaille im Schwimmen in der 3 × 50-m-Lagenstaffel 2–4 der Frauen und nahm an anderen Schwimm- und Leichtathletikveranstaltungen teil.
In den frühen 1970er Jahren lernte sie das Gewehrschießen. Mit dem Luftgewehr gewann sie zwischen 1976 und 1988 neun Goldmedaillen bei vier aufeinanderfolgenden Paralympischen Spielen.
Bei den Sommer-Paralympics 1976 gewann sie die erste ihrer neun Goldmedaillen im gemischten Gewehrschießen. Bei den Sommer-Paralympics 1980 in Arnhem gewann sie eine Goldmedaille im Mixed Air Rifle Prone 2–5 Event und zwei Silbermedaillen im Mixed Air Rifle 3 Positions 2–5 und Mixed Air Rifle Kneeling 2–5 Events. Bei den Sommer-Paralympics 1984 in New York City und Stoke Mandeville gewann sie vier Goldmedaillen und brach vier Weltrekorde in den Positionen 2–6 des Frauen-Luftgewehrs 3, des Knienden Luftgewehrs der Frauen 2–6, des Liegens des Frauen-Luftgewehrs 2–6 und des Women’s Air Rifle Standing 2–6 Events. Bei den Sommer-Paralympics 1988 in Seoul gewann sie drei Goldmedaillen und eine Silbermedaille, während ihr Ehemann auch eine Goldmedaille im Rasenbowling gewann.
Von da an bis zu den Sommer-Paralympics 2016 in Rio de Janeiro nahm sie an allen Paralympics teil. Sie war die australische Fahnenträgerin für die Eröffnungszeremonie bei den Sommer-Paralympics 1996 in Atlanta. Bei den Sommer-Paralympics 2000 in Sydney trat sie in der Vorrunde des Mixed Air Rifle Prone SH1-Events gegen ihren Mann an und wurde knapp vor ihm Achte. Ihr bestes Ergebnis erreichte sie beim Women’s Air Rifle Standing SH1-Event bei den Sommer-Paralympics 2008 in Peking, wo sie eine Medaille nur knapp verpasste. Sie war Australiens älteste Vertreterin bei den Spielen in Peking und die älteste Paralympianerin insgesamt bei den Sommer-Paralympics 2012 in London, wo sie ihren Rücktritt bekannt gab. Nachdem sie für die Sommer-Paralympics 2016 in Rio de Janeiro ausgewählt worden war, nahm sie erneut als die älteste Teilnehmerin teil und beendete ihre paralympische Karriere mit der 18. SH1-Qualifikation. Im August 2020 gab sie ihren Rücktritt vom Wettkampfschießen bekannt.
1994 wurde sie für die Teilnahme an einer Landesmeisterschaft im Luftgewehrschießen zunächst trotz Vereinsmeistertitels gesperrt, da sie im Rollstuhl saß. Sie gewann schließlich den Wettbewerb, aber die Trophäe wurde an die Person verliehen, die den Wettbewerb als Zweite gewonnen hatte. Der Fall wurde schließlich vor Gericht beigelegt.
2013 wurde Kosmala die erste Schirmherrin der Technical Aid to the Disabled South Australia (TADSA), einer Wohltätigkeitsorganisation, die Menschen mit Behinderungen bei der Bewältigung von Problemen helfen soll, indem sie Geräte entwirft und baut oder modifiziert.
Sie war an der Einführung von Parkausweisen für Behinderte in Südaustralien beteiligt, nachdem sie viele Parkgebühren für zu langes Parken auf einem 15-Minuten-Parkplatz angehäuft und sich geweigert hatte, zu zahlen. Sie gewann in dieser Angelegenheit ein Gerichtsverfahren gegen die Stadt Adelaide, wurde jedoch aufgefordert, ihre Gerichtskosten zu zahlen, die von einem anonymen Spender übernommen wurden.

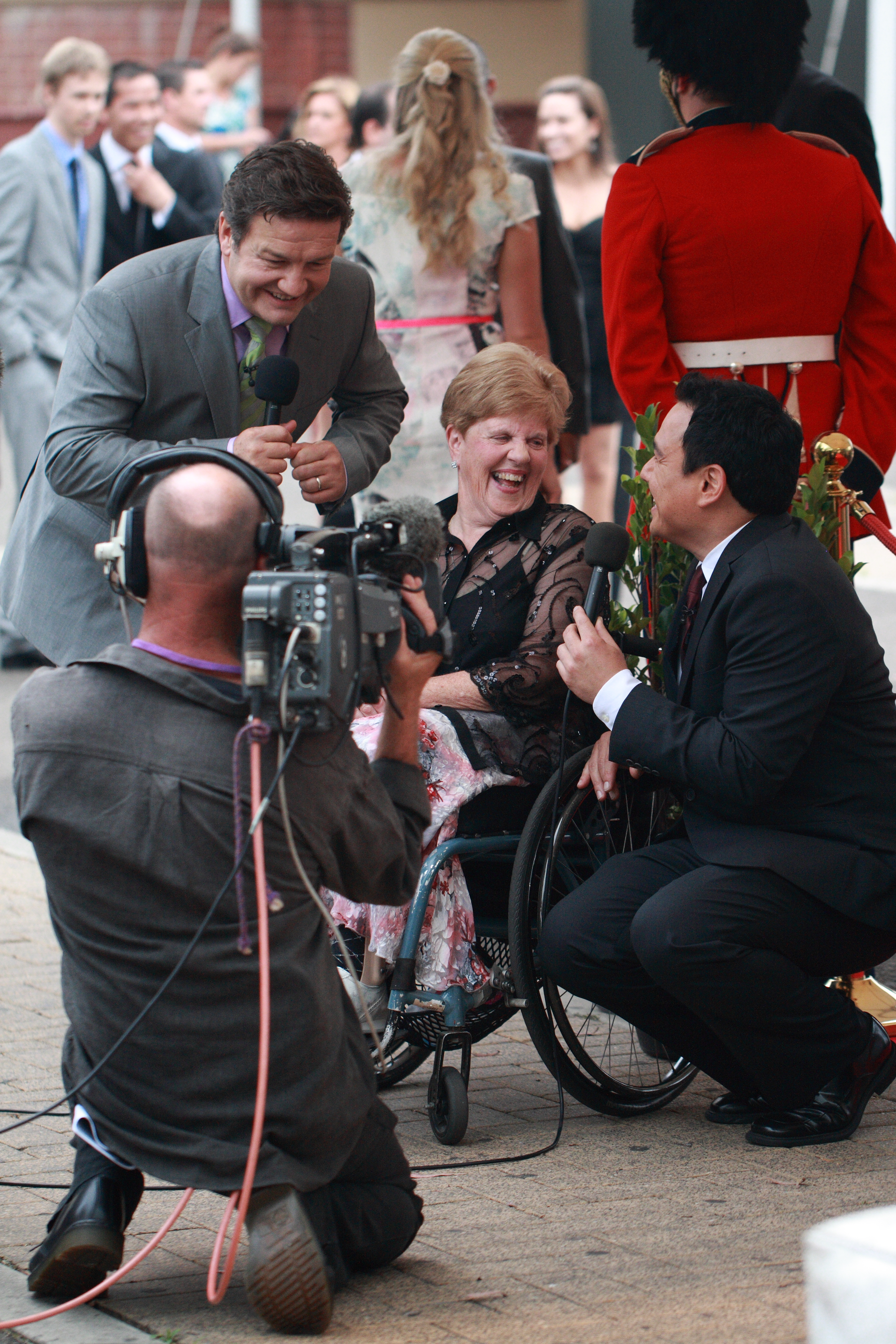
Australian Paralympian of the Year 2012 Zeremonie im Hordern Pavilion, Sydney, Australien

## Ehrungen
- 1985: Medal of the Order of Australia[7]
- 2000: Australian Sports Medaille
- 2001: Centenary Medal
- 2016: Tanya Denver Award[8]
- 2019: South Australian Sport Hall of Fame[9]